# Formativo Medio
El Formativo Medio es el segundo periodo del Formativo Andino que se inicia con el surgimiento de la Cultura Chavín y finaliza cuando aparecen sociedades con características propias, ajenas a Chavín entre ellas destacan: Paracas, Vicus y Pucará.

## Denominaciones
Este periodo es conocido también con las siguientes denominaciones:
- Formativo Síntesis
- Auge de Chavín

## Cronología
| Cronología             | Fecha de inicio                   | Fecha de término                                                          |
| ---------------------- | --------------------------------- | ------------------------------------------------------------------------- |
| 1500 a. C. - 700 a. C. | Surgimiento de la Cultura Chavín. | Aparición de sociedades con características propias diferentes de Chavín. |

## Características generales
- Perfeccionamiento de las técnicas agrícolas.
- Desarrollo de la cerámica monocroma.
- Expansión religiosa.
- Desarrollo de la Teocracia como forma de gobierno.
- Origen de los Curacas (Señor Étnico Local).

## Grupo humano o cultura principal
| Grupo humano o cultura | Grupo humano o cultura | Ubicación            | Ubicación    | Antigüedad             | Descubridor (es) | Observaciones                  |
| ---------------------- | ---------------------- | -------------------- | ------------ | ---------------------- | ---------------- | ------------------------------ |
| Tradición              | Sitios                 | Zona                 | Departamento | Antigüedad             | Descubridor (es) | Observaciones                  |
| Chavín                 | Chavín de Huantar      | Ribera del río Mosna | Áncash       | 1200 a. C. - 200 a. C. | Julio C. Tello   | Primera civilización panandina |

## Otros grupos humanos o culturas
| Grupo humano o cultura | Grupo humano o cultura              | Ubicación                      | Ubicación    | Antigüedad | Descubridor (es)   | Observaciones |
| ---------------------- | ----------------------------------- | ------------------------------ | ------------ | ---------- | ------------------ | --- |
| Tradición              | Sitios                              | Zona                           | Departamento | Antigüedad | Descubridor (es)   | Observaciones |
| Cupinisque             | Cupisnique                          | Hacienda Sausal, Ascope        | La Libertad  | -          | Rafael Larco Hoyle | - |
| Cupinisque             | Caballo Muerto o Huaca de los Reyes | Valle de Moche                 | La Libertad  | -          | -                  | - |
| Cupinisque             | Puémape                             | -                              | -            | -          | -                  | - |
| Cupinisque             | Zaña                                | -                              | -            | -          | -                  | - |
| Cupinisque             | Moxeque                             | -                              | -            | -          | -                  | - |
| Cupinisque             | Monte Éten                          | -                              | -            | -          | -                  | - |
| Cupinisque             | Kuntur Wasi                         | Cerro La Copa                  | Cajamarca    | -          | -                  | Plataforma piramidal. Monolitos antropomorfos. Muestras de cerámica. Pectorales de oro.                                                                                                 |
| Cupinisque             | Punkurí                             | -                              | -            | -          | -                  | - |
| Cupinisque             | Pacopampa                           | Chota                          | Cajamarca    | -          | -                  | Complejo arquitectónico a base de tres plataformas superpuestas, hecha con piedra tallada y pulida. Tiene galerías interiores y escalinatas de acceso. Monolitos y frisos con relieves. |
| Cupinisque             | Montegrande                         | -                              | -            | -          | -                  | - |
| Cupinisque             | Ñañañique                           | -                              | -            | -          | -                  | - |
| Cupinisque             | Huaca Loma                          | -                              | -            | -          | -                  | - |
| Cupinisque             | Huaca Lucía                         | -                              | -            | -          | -                  | - |
| Cupinisque             | Chongoyape                          | Chiclayo                       | Lambayeque   | -          | -                  | - |
| Cupinisque             | Cardal                              | Valle de Lurín                 | Lima         | -          | -                  | - |
| Cupinisque             | Garagay                             | Valle de Rímac                 | Lima         | -          | -                  | - |
| Chavín                 | Carhua                              | Sur de la península de Paracas | Ica          | -          | -                  | - |
| Chavín                 | Ocucaje                             | -                              | Ica          | -          | -                  | - |
| Chavín                 | Chupas                              | -                              | Ayacucho     | -          | -                  | - |
| Chavín                 | Kotosh (fase chavín)                | Valle de Higueras              | Huánuco      | -          | -                  | Kotosh es influido por Chavín |
| Marcavalle             | Marcavalle                          | -                              | Cuzco        | -          | -                  | - |
| Rancha                 | Rancha                              | -                              | Cuzco        | -          | -                  | - |
| Ataura                 | Ataura                              | -                              | -            | -          | -                  | - |
| Curayacu               | Curayacu                            | -                              | -            | -          | -                  | - |
| Kaluyo                 | Kaluyo                              | Cuenca norte del lago Titicaca | Puno         | -          | Henry Tantaleán    | - |
| Chiripa                | Chiripa                             | Cuenca del lago Titicaca       | La Paz       | -          | -                  | - |
| Wankarani              | Wankarani                           | Norte y noreste del lago Poopó | Oruro        | -          | -                  | - |
| Tiahuanaco I           | Tiahuanaco                          | Cuenca del lago Titicaca       | La Paz       | -          | -                  | - |